# Henry Brand (2e vicomte Hampden)
Pour les articles homonymes, voir Henry Brand et Brand.
Henry Robert Brand, 2e vicomte Hampden (2 mai 1841 – 2 novembre 1906), est un homme politique et pair héréditaire britannique.

## Biographie

### Jeunesse
Il est le fils du Speaker, Henry Brand, 1er vicomte Hampden et d'Elizabeth Ellice.

### Carrière politique

#### Chambre des communes
Il est député pour la circonscription du Hertfordshire de 1868 à 1873 et pour celle de Stroud de 1880 à 1886.

#### Chambre des lords
Il succède à son père Henry Brand, 1er vicomte Hampden à la Chambre des lords. Il participe avec les libéraux aux débats à la chambre à hauteur de 18 interventions.

#### Australie
Henry Brand arrive à Sydney, en Australie le 21 novembre 1895, et exerce son mandat sans incident. Il est l'avant-dernier gouverneur de Nouvelle-Galles du Sud avant la création de la Fédération de l'Australie. Il quitte Sydney et retourne à Londres à la fin de son mandat. C'est là qu'il meurt en 1906.
Le pont Hampden dans la Kangaroo Valley, en Nouvelle-Galles du Sud lui doit son nom.

## Famille
Il épouse, le 21 janvier 1864, Victoria Alexandrina Leopoldine Van de Weyer (?-1865), fille de Sylvain Van de Weyer et d'Elizabeth Anne Sturgis Bates. Ils n'ont pas d'enfants.
Il épouse en secondes noces, le 14 avril 1868, Susan Henrietta Cavendish (1846-1909), fille de Lord George Henry Cavendish and Lady Louisa Lascelles. Ils ont neuf enfants :
- Thomas Brand, 3e vicomte Hampden (29 janvier 1869 - 4 septembre 1958) épouse Lady Katharine Mary Montagu Douglas Scott (25 mars 1875 - 7 mars 1851), dont descendance ;
- Sir Hubert George Brand (20 mai 1870 - 14 décembre 1955) épouse Norah Conyngham Greene (8 août 1889 - 5 mars 1824), dont descendance ;
- Richard Brand (8 août 1871 - 8 janvier 1880), célibataire, sans enfants ;
- Margaret Brand (7 mars 1873 - 27 septembre 1948) épouse Algernon Francis Holford Ferguson (27 septembre 1867 - 5 novembre 1943), dont descendance ;
- Alice Brand (1877 - 11 juillet 1945), célibataire, sans enfants ;
- Dorothy Louisa Brand (juillet 1878 - 21 juillet 1958) épouse Percy Henry Guy Feilden (5 novembre 1870 - 25 mars 1944), dont descendance ;
- Robert Brand, 1er baron Brand (30 octobre 1878 - 23 août 1963 épouse Phyllis Langhorne (21 novembre 1880 - 20 janvier 1937), dont descendance ;
- Roger Brand (23 novembre 1880 - 23 octobre 1945) épouse Muriel Hectorina Lilian Montgomery (1891 - 1988), dont descendance ;
- Geoffrey Brand (3 octobre 1885 - 25 février 1899), célibataire, sans enfants.

## Distinctions

### Décorations
- Chevalier grand croix de l'Ordre de Saint-Michel et Saint-Georges (2 janvier 1899)
- Chevalier du Très vénérable ordre de Saint-Jean
- Médaille du jubilé de diamant de Victoria (20 juin 1897)
- Médaille du couronnement du roi Édouard VII (26 juin 1902)